# Dešná (Boemia meridionale)
Dešná è un comune della Repubblica Ceca facente parte del distretto di Jindřichův Hradec, in Boemia Meridionale.